# لی هانی
لی هانی (کره‌ای: 이하늬؛ زادهٔ ۲ مارس ۱۹۸۳) یک بازیگر، مدل، نوازنده کلاسیک و برندهٔ عنوان مسابقه زیبایی اهل کرهٔ جنوبی است.

## زندگی شخصی
لی دارای ایمان مسیحی است. وی مدتی رژیم غذایی گیاه‌خواری را دنبال کرد. اما به گفته خود او، برای آزادی خودش شروع به خوردن گوشت و ماهی کرد.

### روابط و ازدواج
در ۸ نوامبر ۲۰۲۱، تأیید شد که لی با یک دوست پسر غیر مشهور قرار می‌گذارد. آنها از اوایل سال ۲۰۲۱ با هم قرار داشتند. در ۲۲ دسامبر ۲۰۲۱، سارام انترتینمنت تأیید کرد که لی در آن روز ازدواج کرده‌است و مراسم عروسی در سئول برگزار شد که فقط اعضای خانواده در آن حضور داشتند. به گفته آژانس لی، شوهرش یک کارمند اداری کره‌ای-آمریکایی است.
در ژانویه ۲۰۲۲، آژانس لی اعلام کرد که لی اولین فرزندش را ۴ ماهه باردار است. در ۲۰ ژوئن ۲۰۲۲، او یک دختر در بیمارستانی در سئول به دنیا آورد.

## فیلم‌شناسی

### فیلم
| سال  | عنوان              | نقش                 | یادداشت | منابع  |
| ---- | ------------------ | ------------------- | ------- | ------ |
| ۲۰۱۱ | اصابت              | سئون-نیو            |         |        |
| ۲۰۱۲ | سرگردان            | یون-جو              |         |        |
| ۲۰۱۲ | من پادشاه هستم     | سو-یون              |         |        |
| ۲۰۱۳ | پشت دوربین         | خودش                |         |        |
| ۲۰۱۴ | تازا: کارت پنهان   | رئیس‌جمهور وو        |         |        |
| ۲۰۱۵ | سوری: صدایی از قلب | جی-یون              |         |        |
| ۲۰۱۶ | گمشده در مهتاب     | بانو مهوا           | صداپیشه |        |
| ۲۰۱۷ | شهر ساخته شده      | منشی مین چئون سانگ  |         |        |
| ۲۰۱۷ | قلب تیره           | یو-نا               |         |        |
| ۲۰۱۷ | برادران            | اوه رو-را           |         |        |
| ۲۰۱۹ | شغل پرخطر          | کارآگاه جانگ یون-سو |         |        |
| ۲۰۱۹ | پول سیاه           | کیم نا-ری           |         |        |
| ۲۰۲۲ | بیگانه             | مین گه-این          |         |        |
| ۲۰۲۳ | فانتوم             | پارک چا-کیونگ       |         | [ ۱۱ ] |

### مجموعه تلویزیونی
| سال  | عنوان                         | شبکه     | نقش                   | یادداشت      | منابع         |
| ---- | ----------------------------- | -------- | --------------------- | ------------ | ------------- |
| ۲۰۰۹ | شریک                          | کی‌بی‌اس   | کیم جونگ-وون          |              |               |
| ۲۰۱۰ | پاستا                         | ام‌بی‌سی   | اوه سه-یونگ           |              |               |
| ۲۰۱۱ | دختران رام نشدنی              | ام‌بی‌سی   | کیم یون-جونگ          |              |               |
| ۲۰۱۲ | کلاسیک جاودانه                | چنل ای   | سه یونگ-جو            |              | [ ۱۲ ]        |
| ۲۰۱۳ | کوسه                          | کی‌بی‌اس۲  | جانگ یونگ-هی          |              | [ ۱۳ ] [ ۱۴ ] |
| ۲۰۱۴ | کشاورز مدرن                   | اس‌بی‌اس   | کانگ یون-هی           |              | [ ۱۵ ]        |
| ۲۰۱۵ | بدرخش یا دیوانه شو            | ام‌بی‌سی   | هوانگبو یو-وون        |              |               |
| ۲۰۱۶ | برگرد آجوشی                   | اس‌بی‌اس   | سونگ یی-یون           |              |               |
| ۲۰۱۷ | شورشی: دزدی که از مردم می‌دزدد | ام‌بی‌سی   | جانگ نوک سو           |              |               |
| ۲۰۱۹ | کشیش بی‌اعصاب                  | اس‌بی‌اس   | پارک گیونگ-سون        |              |               |
| ۲۰۱۹ | ملودرام باش                   | جی‌تی‌بی‌سی | بازیگر                | کمیو (قسمت۱) |               |
| ۲۰۲۱ | زن بی‌نظیر                     | اس‌بی‌اس   | چو یون-جو/ کانگ می-نا |              | [ ۱۶ ]        |